# Olga Gauks

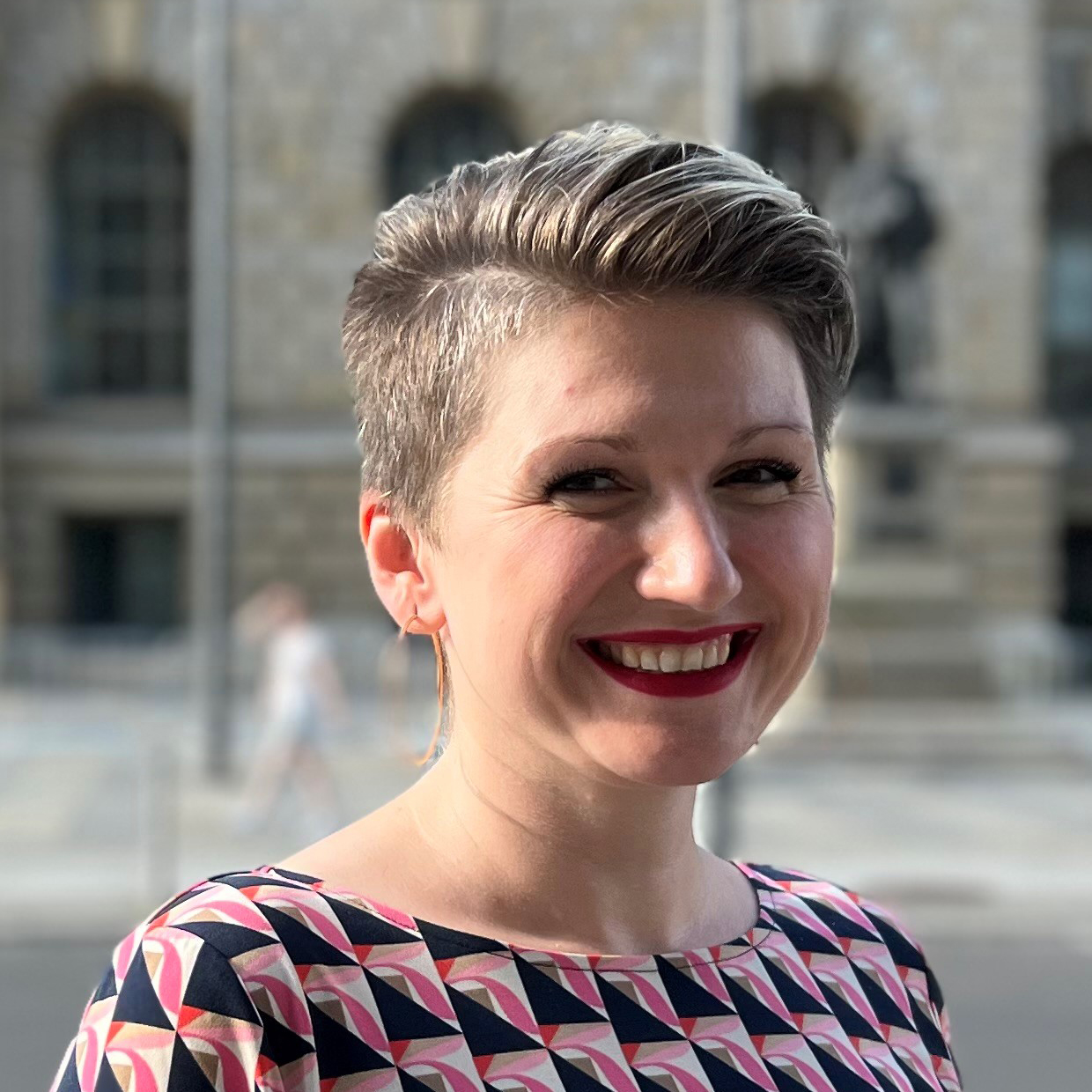
Olga Gauks (2023)

Olga Gauks (* 1987 in Alma-Ata) ist eine deutsche Politikerin (CDU). Seit 2023 ist sie Mitglied des Abgeordnetenhauses von Berlin.

## Leben
Gauks wurde in Alma-Ata, der damaligen Hauptstadt der Kasachischen SSR (heute Almaty, Kasachstan), geboren und wuchs ab dem zwölften Lebensjahr im Harz auf. Von Beruf ist sie Deutschlehrerin. Sie ist Spätaussiedlerin, verheiratet, hat drei Kinder und lebt in Berlin im Bezirk Marzahn-Hellersdorf.
Sie hat einen Bachelor-Abschluss in Philologie für das Lehramt für Deutsch von der Kasachischen Universität für internationale Beziehungen und Weltsprachen „Ablay Khan“, den sie 2009 erwarb. Außerdem hat sie einen Bachelor-Abschluss in Rechtswissenschaften von der Almaty-Management-Universität, den sie 2016 erwarb.

## Politik
Gauks ist Mitglied der CDU. Sie kandidierte bei der Wahl zum Abgeordnetenhaus von Berlin 2021 im Wahlkreis Marzahn-Hellersdorf 2, verfehlte jedoch den Einzug ins Abgeordnetenhaus. Bei der Wiederholungswahl 2023 konnte sie das Direktmandat im Wahlkreis Marzahn-Hellersdorf 2 gewinnen. Sie ist die erste Russlanddeutsche im Landesparlament von Berlin.
Seit dem 25. April 2023 betreibt Gauks in Marzahn-Mitte ein gemeinsames Wahlkreisbüro mit dem Bundestagsabgeordneten Mario Czaja.